# Глейзель, Семён Борисович
Семён Борисович (Шмуль Бенционович) Гле́йзель (1911—1991) — советский виолончелист и музыкальный педагог. Заслуженный артист Карельской АССР (1968).

## Биография
Закончил Каменец-Подольскую музыкальную школу и Ленинградскую государственную филармонию.
Работал в квартете Ленинградской областной филармонии и симфоническом оркестре Ленинградского радио.
Участник Великой Отечественной войны.
С 1954 года — концертмейстер группы виолончелей симфонического оркестра Карельского радио. В Петрозаводске преподавал на струнно-смычковом отделении детской музыкальной школы и в музыкальном училище имени К. Э. Раутио.